# 6793 Palazzolo
A 6793 Palazzolo (ideiglenes jelöléssel 1991 YE) a Naprendszer kisbolygóövében található aszteroida. Bassano Bresciano fedezte fel 1991. december 30-án.